# Campionat britànic de trial 1973
La temporada de 1973 del Campionat britànic de trial fou la 24a edició d'aquest campionat, organitzat per l'ACU. El calendari oficial constava de 10 proves puntuables.

## Classificació final
| Posició | Pilot            | Motocicleta | Punts |
| ------- | ---------------- | ----------- | ----- |
| 1       | Martin Lampkin   | Bultaco     | 94    |
| 2       | Rob Edwards      | Montesa     | 80    |
| 3       | Malcolm Rathmell | Bultaco     | 72    |
| 4       | Alan Lampkin     | Bultaco     | 50    |
| 5       | Mick Andrews     | Yamaha      | 49    |
| 6       | Dave Thorpe      | OSSA        | 19    |
| 7       | ?                | ?           | ?     |
| 8       | ?                | ?           | ?     |
| 9       | ?                | ?           | ?     |
| 10      | ?                | ?           | ?     |